# Casa Domènech i Montaner
La Casa Domènech i Montaner és un edifici de Canet de Mar (Maresme) protegit com a bé cultural d'interès local.

## Descripció
L'edifici pertany a l'arquitecte Lluís Domènech i Montaner, qui la va construir a l'any 1918-1919 amb col·laboració del seu fill Pere i el seu gendre Francesc Guàrdia.
A la façana hi ha una disposició d'escalinata d'accés a l'edifici i una tribuna a la primera planta. A l'interior es troben elements d'interès com les dues llars de foc, rajoles de vidre, treballs de fusteria i el doble espai a nivell de la primera planta.
La casa presenta una planta en forma de trapezi irregular amb la façana principal situada just al xamfrà. Aquesta es caracteritza per la seva tribuna d'arcs lobulats i un capcer de timpà llis, emmarcat amb maons. A les façanes laterals hi ha finestres coronelles de tradició gòtica en una i balcons amb barana de pedra a l'altra. És de maó vist, amb detalls ceràmics: tot el pis superior és coronat amb una cornisa motllurada. Actualment acull el Museu Domènech i Montaner.